# Majian (köpinghuvudort i Kina, Zhejiang Sheng, lat 29,31, long 119,60)
Majian (kinesiska: 马涧镇) är en köpinghuvudort i Kina. Den ligger i provinsen Zhejiang, i den östra delen av landet, omkring 120 kilometer sydväst om provinshuvudstaden Hangzhou. Antalet invånare är 38 159. Befolkningen består av 18 432 kvinnor och 19 727 män. Barn under 15 år utgör 15,0 %, vuxna 15-64 år 71 %, och äldre över 65 år 13,0 %.
Runt Majian är det ganska tätbefolkat, med 144 invånare per kvadratkilometer. Närmaste större samhälle är Lanxi, 16,3 km sydväst om Majian. I omgivningarna runt Majian växer i huvudsak blandskog.
Genomsnittlig årsnederbörd är 2 196 millimeter. Den regnigaste månaden är juni, med i genomsnitt 436 mm nederbörd, och den torraste är januari, med 75 mm nederbörd.